# Бубнівські Сосни
Бубнівські Сосни — орнітологічний заказник місцевого значення. Об'єкт розташований на території Золотоніського району Черкаської області, село Бубнівська Слобідка.
Площа — 138,1 га, статус отриманий у 1986 році.